# Maître brugeois de 1482
Le Maître brugeois de 1482 désigne par convention un enlumineur actif entre 1475 et 1500 à Bruges. Il doit son nom à ses miniatures dans un manuscrit daté par son colophon du 25 mai 1482.

## Éléments biographiques

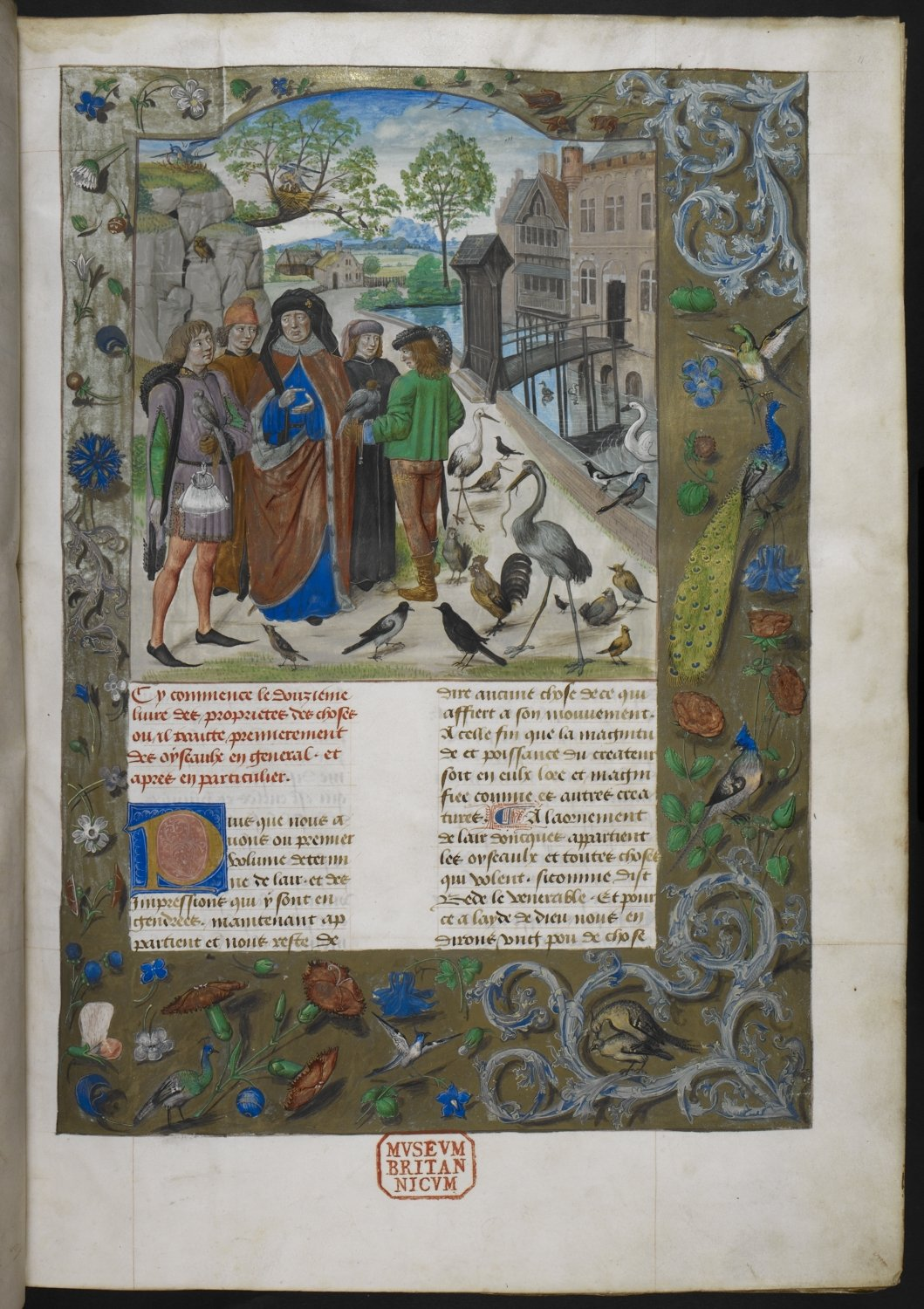
Livre des proprietez des choses, frontispice du second tome, British Library.

Son nom de convention a été forgé par l'historien de l'art allemand Friedrich Winkler en 1925 à partir d'un manuscrit en deux volumes du Livre des propriétés des choses destiné au roi Édouard IV daté de 1482 et dont il a réalisé le frontispice du second tome. Il est actif dans l'entourage de Louis de Gruuthuse dans le dernier quart du XVe siècle à Bruges pour qui il réalise la décoration de plusieurs manuscrits. 

## Style
Les scènes peintes par l'artiste sont stéréotypées : elles représentent souvent des personnages groupés au premier plan d'un paysage formé de vallons et de rochers ainsi que de bâtiments éparpillés à l'arrière plan. La végétation y est par ailleurs très présente. Ses personnages sont robustes, le visage large et rond, très modelés et au nez proéminent. Les drapés de leurs vêtements sont peu marqués contrairement à la tradition flamande.

## Œuvres attribuées

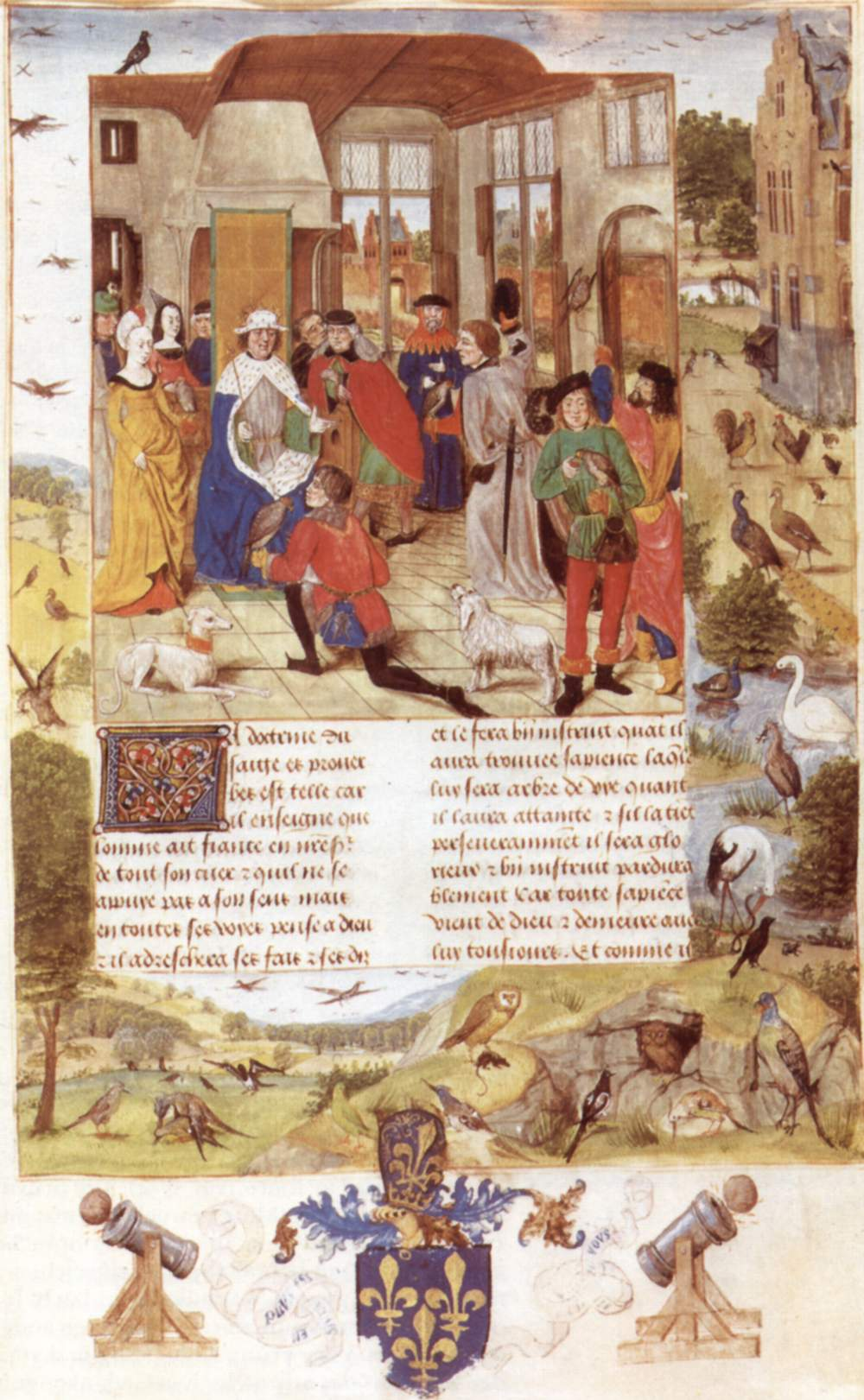
Frontispice de L'art de chasser au moyen des oiseaux pour Louis de Gruuthuse, Bibliothèque de Genève.

Les contributions du maître se limitent souvent à quelques miniatures au sein de manuscrits :
- La Pénitence d'Adam traduit par Colard Mansion pour Louis de Gruuthuse, une miniature (f.6), vers 1472-1482, Bibliothèque nationale de France, Fr.1837[3]
- La Pénitence d'Adam traduit par Colard Mansion pour Jan III de Baenst (nl), une miniature (f.5v.), Bibliothèque de l'Arsenal, Paris, Ms.5092 (attribution mise en doute par Anne Dubois)
- Livre des propriétés des choses pour Édouard IV, en collaboration avec un assistant du Maître du Boèce flamand et le Maître d'Édouard IV 1482, British Library, Royal Ms.15 E II[4]-III[5]
- Dialogue des créatures de Mayno de Mayneri traduit par Colard Mansion pour Louis de Gruuthuse, deux miniatures en collaboration avec le Maître de Raphaël de Mercatel (119 petites miniatures), 1482, coll. part. passé en vente chez Sotheby's le 3 décembre 2002 (lot 32)
- Livre de chasse de Gaston Fébus pour Louis de Gruuthuse, vers 1485, Bibliothèque de Genève, Ms.fr.169[6]
- L'art de chasser au moyen des oiseaux de Frédéric II de Hohenstaufen pour Louis de Gruuthuse, vers 1485-1490, Bibliothèque de Genève, Ms.fr.170[7]
- Des profits ruraux des champs de Pietro de' Crescenzi, BL, Add.19720
- Compilation de récits de chevalerie, vers 1483, Bibliothèque Beinecke de livres rares et manuscrits, Université Yale, Ms.230[8]
- Commentaires sur la guerre des Gaules de Jules César, traduit par Jean Du Quesne, Bibliothèque bodléienne, Oxford, Ms. Douce 208[9]
- Traité des monnaies de Nicolas Oresme, vers 1480-1490, BNF, Fr.23927
- Décaméron de Boccace, 7 miniatures, Bibliothèque royale, La Haye, 133 A 5[10] (attribution contestée par Anne Dubois)
- Chroniques de Jean Froissart pour Philippe de Hornes, seigneur de Gaasbeeck, 1 miniature (frontispice du 3e volume, f.1), Musée Plantin-Moretus, Anvers, M.15.6 (attribution par Hanno Wijsman[11], contestée par Anne Dubois)
- Éthique de Nicolas Oresme, 1 miniature, BL, Egerton 737[12]

Deux manuscrits sont attribués à un suiveur du maître :
- Grandes Chroniques de France pour Thomas Thwaites (en), une miniature dans le premier tome (f.47), BL, Royal  20 E I[13]
- Compilation de traités astronomiques pour Henri VII, 1 lettrine historiée (f.201) en collaboration avec deux enlumineurs anglais, BL, Arundel 66[14]